# Diecezja Leribe
Diecezja Leribe (łac.: Dioecesis Leribensis) – rzymskokatolicka diecezja w Lesotho, obejmująca swoim zasięgiem część terytorium kraju.
Siedziba biskupa znajduje się przy Katedrze św. Józefa w Hlotse.

## Historia
Diecezja Leribe powstała 11 grudnia 1952

## Biskupi
- bp Emanuel Mabathoana OMI (1952 - 1961)
- bp Ignatius Phakoe OMI (1961 - 1968)
- bp Paul Khoarai OMI (1970 - 2009)
- bp Augustinus Tumaole Bane OMI (2009 - 2025)
- bp Vitalis Sekhonyana Marole OMI (od 2025)

## Podział administracyjny
W skład diecezji Leribe wchodzi 17 parafii

## Główne świątynie
- Katedra: Katedra św. Józefa w Hlotse